# Jane Barker
Pour les articles homonymes, voir Barker.
Jane Barker (1652 – 1732) est une poétesse et romancière anglaise du début du XVIIIe siècle. The Amours of Bosvil and Galesia (1713) est considérée comme son œuvre la plus aboutie. Jacobite convaincue, elle suivit le roi Jacques II d'Angleterre en exil à Saint-Germain-en-Laye en France, peu après que ce dernier eut été renversé lors de la Glorieuse Révolution (1688). Elle composa durant son exil un ensemble de poèmes à coloration politique, A Collection of Poems Referring to the Times (1701), où transparaît l'inquiétude que lui inspirait le devenir politique de l'Angleterre. Elle embrassa par la suite la carrière de romancière et écrivit Exilius; or, The Banished Roman (1715), A Patch-Work Screen for the Ladies (1723), et The Lining of the Patch Work Screen (1726). Barker, qui demeura célibataire toute sa vie, manifeste un désintérêt marqué pour le mariage et s'applique en revanche à remettre en cause la subordination féminine qui prévalait alors.

## De Wilsthorp à Saint-Germain-en-Laye: le destin d’une partisane des Stuart

### Origines familiales de Jane Barker
Née en mai 1652, dans le village anglais de Blatherwick, Northamptonshire, Jane Barker était la seule fille, et la cadette des trois enfants survivants de Thomas et Anne Barker. Thomas Barker figurait parmi les secrétaires du Lord chancelier dépositaire du grand sceau du Royaume-Uni. 
Jane Barker était apparentée par sa mère à une famille de la gentry ou petite noblesse galloise, la famille Connock, qui comptait parmi ses membres un certain nombre d'officiers. La carrière de ses derniers atteste du Catholicisme  familial. L'un d'entre eux, le major William Connock, quitta ainsi son poste dans l'armée des Pays-Bas pour suivre Jacques II, dernier souverain catholique à régner sur les trois royaumes d'Angleterre, d'Écosse et d'Irlande, qui se vit contraint de s'exiler en France à l'issue de la Glorieuse Révolution  de 1688.
Fortement marquée par la tradition familiale catholique des Connock, Jane Barker devait également suivre le roi Jacques II dans son exil de Saint-Germain-en-Laye entre 1689 et 1704. En 1662, la famille Barker prit possession de manoir de Wilsthorp, dans le Lincolnshire, où Thomas Barker avait signé un bail qui lui donnait le droit d'affermer quelque 80 acres de terres arables. Ce fut sur ce domaine que Jane Barker vécut entre 1662 et 1717, période où elle effectua néanmoins plusieurs séjours durables à Londres et à Saint-Germain-en-Laye. 
Comme bien d'autres familles de la gentry, Thomas et Anne Barker consacrèrent l'essentiel de leurs médiocres ressources à l'éducation de leur fils aîné et principal héritier, Edward, qui obtint le baccalauréat ès Arts en 1672 et sa maîtrise ès Arts en 1675 à St John's College, Oxford. En 1675, cependant, le décès prématuré d'Edward fit de Jane la seule héritière des biens de ses parents. À la mort de son père, en 1681, Jane hérita donc du manoir de Wilsthorpe ainsi que du domaine que possédait sa famille dans le Northamptonshire, tandis que son plus jeune frère, le benjamin de la famille, Henry, ne vit léguer que dix livres sterling.

### Foi religieuse et exil
Baptisée le 17 mai 1652 selon le rite anglican ; Barker se convertit au catholicisme sous le règne "papiste" de Jacques II et VII entre 1685 et 1688. Lorsque Jacques II eut été supplanté par le prince d'Orange-Nassau (Guillaume III d'Angleterre) à l'issue de la Glorieuse Révolution, Londres devint un lieu dangereux pour les Catholiques. Barker fut donc conduite comme 40000 compagnons d'infortune, à aller chercher asile en France. Elle prit alors ses quartiers à Saint-Germain-en-Laye, où Jacques II s'était établi avec sa cour exilée dans l'ancien château royal prêté par Louis XIV  de 1689 à 1704.
L'on trouve une preuve supplémentaire de l'activisme politique de Jane Barker dans une de ses lettres, adressée à James Butler, 2e duc d'Ormonde, alors que ce dernier projetait une invasion jacobite depuis la France. Datée du 19 mars 1718, ce document informe à mots couverts Ormonde que ses partisans sur le sol Anglais n'attendent que son débarquement. Ladite lettre fut cependant interceptée cette même année par les services secrets chargés de contre-espionnage anti-jacobites du British Secrete Office. Le nom et l'écriture de Barker s'étant avérés inconnus des autorités gouvernementales, l'on en a déduit qu'elle n'avait probablement fait que servir de scribe dans cette affaire, selon une pratique couramment utilisée pour protéger les conspirateurs dont les autorités avaient déjà établi l'identité et répertorié l'écriture.
Une lettre, adressée à un destinataire inconnu et datée de 1730 souligne encore les liens de Barker avec le jacobitisme, en révélant chez Barker la profonde conviction que l’Angleterre avait pour souverain légitime Jacques II et VII — et non Guillaume III d'Angleterre ou son épouse Marie II. La lettre s'accompagnait à l'origine d'un présent insolite : une tumeur du sein qui s'était miraculeusement détachée du corps de Barker bien avant qu'elle n'écrive cette lettre. 
Tout en s'excusant de cet envoi quelque peu incongru, Barker y explique avoir l'intention de faire usage de cette tumeur comme d'une preuve de l'intercession du « très saint roi » Jacques II. L’expulsion des cellules cancéreuses, écrit-elle, a été en effet permise par l'application d'un fragment d'étoffe imprégné du sang royal sur la tumeur. Pour Barker, comme pour ses contemporains, une guérison miraculeuse ne pouvait s'interpréter que comme une manifestation de la volonté divine, un message qui s'incarnait dans le corps d'un individu pour confirmer la légitimité du roi Jacques II.
Revenue en Angleterre vers 1704, Jane Barker s'assura une existence précaire en exploitant les restes de l'héritage paternel. Renonçant à la poésie, elle plaida à mot couvert la cause jacobite dans des romans commercialisés par l'éditeur Edmund Curll. Lasse des persécutions que lui valaient ses opinions politiques et religieuses, et accablée par un long et pénible procès avec sa nièce Mary, elle quitta définitivement l'Angleterre vers 1726 pour rejoindre son cousin Connock en France. Son décès, en 1735, est attesté dans les registres paroissiaux de Saint-Germain-en-Laye.

## Dans le sillage d'Orinda: poétesse royaliste, 1685-1713

### Littérature et sociabilité
Poetical Recreations (1688), première œuvre de Jane Barker, peut se lire comme fragment d'un échange sociable plus vaste. L'un des poèmes inclus dans ce recueil s'adresse ainsi au révérend George Hawen, recteur de la paroisse locale, que l'auteur remercie de lui avoir offert deux ouvrages, Le Christianisme raisonnable de John Locke et une histoire du règne de Charles Premier, The Reasonableness of Christianity and The History of King Charles the First.
Le premier pan de ce recueil biparti comprend des poèmes de Jane Barker, adressés à ses amis, tandis que le deuxième regroupe des textes poétiques composés par ces derniers, et dédiés à la jeune femme. Il émane de cette compilation, présentée comme l'œuvre de " plusieurs jeunes gens de l'Université, et quelques autres personnes", une intense atmosphère de camaraderie estudiantine; les principaux contributeurs de la seconde partie ayant du reste été identifiés comme les amis que Jane Barker comptait à Oxford at Cambridge. L'éditeur, Benjamin Crayle, fournit pour sa part douze des poèmes de la seconde partie, où il exprime notamment son admiration pour les qualités et le discernement littéraires de Jane Barker.
Ces amitiés littéraires alimentent les premiers efforts poétiques de Jane Barker. À la différence des œuvres ultérieures, les poèmes de Poetical Recreations traitent souvent de circonstances privées, offrant ainsi un aperçu de ce que pouvait être la vie sociale d'une jeune femme de lettres à l'époque. Présentée, sur la page de titre, comme "partiellement due à Mrs. Jane Barker," la première partie du recueil comprend plus de cinquante textes qui furent pour la plupart recopiés ultérieurement dans le Magdalen Manuscript, recueil manuscrit composé vers 1701 par Jane Barker. Celle-ci y invoque dans une note le malaise que lui causa la publication, "sans son consentement", de ses vers dans Poetical Recreations en 1688 et les déclare présentement « amendés de sa propre main », annotation qui laisse penser que Jane Barker n'avait sans doute aucunement l'intention à l'origine de soumettre le choix de poèmes inclus dans Poetical Recreations au grand public. Mue par le désir de les rendre plus propre à une publication, elle avait procédé à quelques altérations avant leur parution, en supprimant notamment un certain nombre de références personnelles, et en écartant les poèmes qui traduisaient des sentiments intimes, liés à des circonstances privées telles que des deuils familiaux, textes qu'elle jugea inconvenant de faire lire à autre qu'aux amis qui composaient son cercle littéraire.

### Carrière médicale
Une publicité datée de 1685 qui vante les mérites du " fameux emplâtre du Dr. Barker, souverain remède contre la goutte" constitue la preuve que Barker exerça bel et bien une pratique médicale. Vendu au prix de vingt shilling le rouleau, à l'échoppe du libraire Benjamin Crayle, qui publia les premières œuvres de Jane Barker, le dit emplâtre était censé pouvoir " opérer une pleine et entière cure " en "l'espace de douze heures." Cette réclame se trouve sur la dernière page du texte, paru anonymement sous le titre " Nouvelles divertissantes et ingénieuses : choix de fort excellentes histoires d'amour, tant tragiques que comiques, Delightful and Ingenious Novels: being choice and excellent stories of amours, tragical and comical (1685). Les poèmes médicaux de Jane Barker ainsi que ses romans en apportent de nouvelles preuves : certains passages de A Patch-Work Screen for the Ladies détaillent par exemple la pratique médicale de l'héroïne, Galesia (que les critiques regardent souvent comme une incarnation littéraire de Jane Barker), qui se livre à des consultations et prescrit des remèdes depuis ses appartements.
Aucun document d’archive ne prouve cependant que Barker ait reçu de formation médicale canonique ou qu'elle ait cherché à obtenir une licence d'exercer pour légitimer et officialiser sa pratique. Néanmoins, certains passages de A Patch-Work Screen for the Ladies laissent penser que son frère aîné lui avait probablement donné une formation médicale approfondie tandis que le grand poème « Anatomy », inclus dans Poetical Recreations, révèle une connaissance étendue de la médecine de son temps, telle qu’elle était enseignée à l’université.

### Militantisme poétique et engagement politique
Au cours de son exil à Saint-Germain, Barker réunit dans un recueil intitulé « A Collection of Poems Referring to the Times » (1701) vingt poèmes à contenu politique. Destiné à être offert, en guise d'étrennes de Nouvel An au Prince de Galles (Jacques François Stuart, alors âgé de douze ans), ce recueil fit beaucoup pour la renommée littéraire ultérieure de Jane Barker. Les poèmes du recueil abordent les divers aléas de l'histoire politique de l'Angleterre de 1685 à 1691, dont les catastrophes qui frappèrent les Jacobites après la Glorieuse Révolution (1688) et la défaite de Jacques à la bataille de la Boyne en Irlande (1690). Ce recueil in quarto qui compte quelque quatre-vingt-dix pages de vers jacobites évoque les tourments d'une fidèle partisane et les inquiétudes que lui inspirent les destinées politiques de son pays. 
Fait des plus intéressants, le recueil fut composé avec l'aide d'un secrétaire masculin, William Connock, cousin de Jane Barker. Cette dernière, atteinte de la cataracte, se résolut à se faire opérer en 1696, ce qui se faisait au moyen d'une aiguille insérée dans la cornée afin d'en ôter le voile. Sa vue se détériora un peu plus après cette opération de sorte que Jane Barker se trouva hors d'état de produire un manuscrit suffisamment lisible pour être soumis à la lecture de la cour. Aussi requit-elle l'aide de son cousin, grâce à qui le recueil put finalement être offert au Prince de Galles.

## Héritière d'Astrea: romancière de carrière, 1713-1735

### Œuvres en prose: contributions romanesques
Jane Barker composa entre 1714 to 1725 une série de romans, qui débute par Exilius; or, The Banished Roman s'achève en 1725 avec The Lining of the Patch Work Screen. La mort de la reine Anne, dernière descendante directe des Stuarts à accéder au trône provoqua en 1714 un véritable déluge de textes en faveur des Stuarts, empreints d'une profonde inquiétude suscitée par la perspective de l'avènement de l'électeur de Hanovre qui régna sous le nom de George Ier et d'un changement ministériel. Exilius (1715), participe de cette vague de textes pro-stuart. Edmund Curll, l'éditeur et imprimeur qui le publia, ne manqua pas de percevoir les perspectives commerciales liées à cette période de bouleversements politiques. Exilius, conçu sur le modèle, déjà ancien, du roman héroïque, porte aux nues la loyauté et la rigueur morale dont se targuaient les partisans des Stuarts. Leur détermination et leur fidélité aux idéaux jacobites y sont métaphoriquement dépeintes comme les conditions d'un triomphe ultime sur l'adversité. 
Les romans suivants de Jane Barker sont en revanche bien moins optimistes, car le nouveau régime, sous l'égide hanovrienne, réprimait résolument toute l'opposition Jacobite et la minorité Catholique dont de nombreux éléments furent exécutés, emprisonnés, or contraints à l'exil. Ce fut en 1723, peu après la mort par pendaison du conspirateur jacobite Christopher Layer et la fuite de l'évêque anglican Francis Atterbury, que Jane Barker fit paraître A Patch-Work Screen for the Ladies, roman qui explore le thème de la frustration à travers les efforts infructueux des personnages, qui luttent pour préserver leur intégrité spirituelle dans le contexte hautement défavorable de l'histoire contemporaine.
Dans le roman qui fait suite, The Lining of the Patch Work Screen (1726), Jane Barker met en scène le dilemme de Jacobites partagés entre une acceptation docile des exigences de l'ordre Hanovrien et leurs inclinations spirituelles.

### Traductrice de Fénelon: Jane Barker et 'The Christian Pilgrimage'
En 1718, Jane Barker fit paraître la traduction d'un ouvrage de dévotion français, Le Pèlerinage du Chrétien ou The Christian Pilgrimage, basé des textes du célèbre François de Salignac de la Mothe-Fénelon, très populaire auprès du lectorat anglais. En entreprenant ce travail, à la suite des violentes persécutions que la minorité catholique anglaise eut à endurer du gouvernement britannique au début de l'année 1716, Jane Barker entendait prévenir, du moins partiellement, de nouvelles vagues d'hostilité contre le catholicisme, en offrant aux Protestants anglais une autre vision de sa religion. La figure de Fénelon, avec sa réputation de douceur et d'affabilité, permettait à Jane Barker de redorer le blason du Catholicisme auquel était attaché dans l'imaginaire britannique maints stéréotypes d'obscurantisme, de superstition et d'intransigeance.

### Des romans pour le grand-public?
Jane Barker ne devint une romancière appréciée du grand-public qu'après la publication de Love Intrigues; or, the History of the Amours of Bosvil and Galesia en 1713. Le roman a pour sujet l'éveil sentimental d'une jeune fille, qui découvre à l'adolescence le désir amoureux. Pour satisfaire la demande, le roman dut être republié en 1719, 1735, et pour finir en 1743, de même qu’Exilius, dans un recueil en deux tomes, intitulé " Récits instructifs et divertissants de Mistress Jane Barker"( The Entertaining Novels of Mrs. Jane Barker ). Barker, soupçonne-t-on, proposa fort probablement pour titre initial Love Intrigues, ou Les intrigues Amoureuses, et c'est sans doute à son éditeur Edmund Curll que l'on doit l'ajout du terme Amours, qui correspondait davantage aux exigences du marché littéraire et aux attentes du grand public,.
La publication des Amours de Bosvil et Galesia ( The Amours of Bosvil and Galesia) constitue, dans l'œuvre de Jane Barker, une sorte de transition entre une culture littéraire aristocratique, inspirée de la vie de cour, et un système littéraire plus « démocratique ». Tout comme l'œuvre précédente de, A Collection of Poems Referring to the Times (écrit en l'honneur du Prince de Galles), The Amours of Bosvil and Galesia fut d'abord composé pour être offert en hommage à une figure de la haute aristocratie. Dédié à la the comtesse d'Exeter (épouse de John Cecil, sixième comte d'Exeter, dit Lord Burleigh), le roman n'était pas destiné, à l'origine, à la publication, à en croire les excuses que Jane Barker adresse à la Comtesse dans la version revue et corrigée parue en 1719. La romancière revient dans l'avant-propos sur la surprise et l'embarras que lui avaient causé l'édition et la diffusion, opérées sans son consentement, de son texte en 1713. 
La narratrice des  Amours de Bosvil et Galesia se livre, dans un cadre d'intimité féminine, à 
une confession personnelle, en accord avec le dessein initial de Jane Barker, qui espérait obtenir ainsi la bienveillance de sa protectrice et mécène, la comtesse d'Exeter. Les romans suivants de Barker, en revanche, partent à la conquête d'un public plus vaste, clairement désigné, dès l'avant-propos de A Patch-Work Screen for the Ladies (1723). Dès les premières pages, où se succèdent cinq narrateurs des deux sexes –trois hommes et deux femmes— le roman met en place une atmosphère d'ouverture et, de collaboration et de création collective, qui élargit son lectorat potentiel. De surcroît, les deux patch-works de Jane Barker comprennent maintes histoires de crime, de séduction, et de trahison, sujets à fort potentiel commercial, qui témoignent des efforts de Jane Barker, pour accroître son lectorat en satisfaisant les appétits du tout-venant dans un système littéraire "démocratique" en pleine expansion.

## Un écrivain féministe? Jane Barker et la critique desGender studies
La manière dont Jane Barker aborde dans son œuvre, la question des relations entre les sexes est souvent de nature à interpeller les commentateurs, notamment dans la perspective des gender studies. A Patch-Work Screen for the Ladies (1723) dépeint à la fois des relations conflictuelles entre les sexes, et les souffrances des amants séparés.
Le thème du célibat apparaît dès Exilius (1715), qui aborde la question du rapport entre les sexes sous un tout autre jour. Le personnage principal, la princesse Galecia, est l'héritière des Amazones de la littérature aristocratique anglaise et française du XVIIe siècle, encore très prisée. Célibataire, elle s'inscrit dans une tradition féministe d'héroïsme martial et jouit d'une pleine et entière liberté, soustraite à toute domination masculine. 
C'est dans le recueil Poetical Recreations que Jane Barker conteste le plus vivement les impératifs de la subordination féminine. Nombres des poèmes sélectionnés témoignent du point de vue critique que Jane Barker portait sur la question. Ainsi, dans le très représentatif « An Invitation to my Friends at Cambridge », la romancière remet-elle satiriquement en cause la position des femmes, exclues des sphères du savoir. Elle y proclame, sur un ton faussement innocent, que l'« arbre de la connaissance » ne saurait croître dans la « froide atmosphère » du corps féminin, qui, selon la théorie des humeurs, était d'une complexion plus froide et plus humide que le sexe mâle.
Dans « To Ovid’s Heroines in his Epistles », Barker s'en prend à une traduction collective des Héroïdes (Ovid’s Epistles, Translated by Several Hands), datant de 1680, texte qui exploite les ressources de l'abjection féminine, et s'étend sur les souffrances et le désespoir des amantes abandonnées. Prenant le contre-pied, les poèmes de Jane Barker associent dignité et indépendance. Ce parti-pris apparaît très clairement, notamment, dans le poème médical « On the Apothecary’s Filing My Bills amongst the Doctors » où la poétesse célèbre son accession à la position respectable d'« éminent médecin » et se pose en femme affranchie, tant sur le plan affectif que financier. Avec autant d'humour que de zèle, la voix poétique déclare qu'elle « bénirait pour un peu » l'amant infidèle qui, en l'abandonnant jadis, lui a épargné le rôle subalterne d'une épouse tout entière occupée à « chérir et contenter » son seigneur et maître.

### Notices
- (en) Margaret Doody, « Jane Barker », dans Martin C. Battestin (dir.), British Novelists, 1660-1800, Dictionary of Literary Biography, Detroit, Gale Research Company, 1985, Part I : A-L, vol. 39.
- (en) John T. Shawcross, « Jane Barker (May 1652–circa 1727) », dans M.Thomas Hester (dir.), Seventeenth-Century British Nondramatic Poets:Third Series, Dictionary of Literary Biography, Detroit, Gale, 1993, vol. 131.

### Études
- (en) Jane Spencer, Jane, « Creating the Woman Writer: The Autobiographical Works of Jane Barker », Tulsa Studies in Women’s Literature, no 2,‎ 1983, p. 165–181.
- (en) Kathryn King, « Jane Barker, Poetical Recreations, and the Sociable Text », English Literary History, vol. 61, no 3,‎ 1994, p. 551–570.
- (en) Kathryn King, « The Unaccountable Wife and Other Stories of Female Desire in Jane Barker's A Patch-Work Screen for the Ladies », The Eighteenth Century: Theory and Interpretation, no 35,‎ printemps 1994, p. 155-172.
- (en) Toni Bowers, « Jacobite Difference and the Poetry of Jane Barker », English Literary History, vol. 64, no 4,‎ 1997, p. 857–869 (lire en ligne).
- (en) Kathryn King et Jeslyn Medoff, « Jane Barker and Her Life (1652–1732) », Eighteenth-Century Life, vol. 21, no 3,‎ 1997, p. 16–38 (lire en ligne).
- (en) Kathryn King, Jane Barker, Exile : A Literary Career 1675–1725, Oxford, Clarendon Press, 2000.
- (en) Leigh A. Eicke, « Jane Barker’s Jacobite Writings », dans George L.Justice, Nathan Tinker (dir.), Women’s Writing and the Circulation of Ideas: Manuscript Publication in England, 1550–1800, Cambridge University Press, 2002, p. 137–157.
- (en) James Fitzmaurice, « Daring and Innocence in the Poetry of Elizabeth Rochester and Jane Barker », In-between: Essays and Studies in Literary Criticism, vol. 11, no 1,‎ 2002, p. 25–43.
- (en) Carol Shiner Wilson, « Jane Barker (1652–1732): From Galesia to Mrs. Goodwife », dans Sarah Prescott, David E. Shuttleton (dir.), Women and Poetry, 1660–1750, Basingstoke, Palgrave Macmillan, 2003, p. 40–49.
- (en) Tonya Moutray McArthur, « Jane Barker and the Politics of Catholic Celibacy », Studies in English Literature, vol. 47, no 3,‎ 2007, p. 595–618.